# Leali (album)
Leali è un album discografico del cantante italiano Fausto Leali pubblicato nel 1989.

## Tracce
1. D'ora in poi (Danilo Amerio, Fausto Leali) - 4:00
2. Non so dire no (Cheope, Fausto Leali, Mauro Spina, Pinuccio Pirazzoli) - 5:25
3. Ora no (Fabrizio Berlincioni, Fausto Leali, Franco Fasano, Italo Ianne) - 3:47
4. Un desiderio in due (Fabrizio Berlincioni, Fausto Leali, Franco Fasano) - 4:30
5. Pregherò (Franca Evangelisti, Don Backy) - 3:52
6. Ti lascerò (con Anna Oxa) (Fabrizio Berlincioni, Sergio Bardotti, Fausto Leali, Franco Ciani, Franco Fasano) - 4:00
7. Due scorpioni (Fabrizio Berlincioni, Fausto Leali, Mauro Spina) - 5:10
8. Ti canterò (Adelio Cogliati, Pino Donaggio) - 3:44
9. Stringimi forte (Fabrizio Berlincioni, Fausto Leali, Pinuccio Pirazzoli) - 4:55
10. Quando ci sei tu (Fabrizio Berlincioni, Fausto Leali, Franco Fasano) - 4:10

## Formazione
- Fausto Leali – voce
- Gaetano Leandro – pianoforte
- Gigi Cappellotto – basso
- Lele Melotti – batteria
- Paolo Carta – chitarra elettrica
- Carlo Gargioni – tastiera
- Fernando Brusco – flicorno
- Claudio Pascoli – sassofono tenore
- Lalla Francia, Lola Feghaly, Angela Baggi – cori